# Guildo hat Euch lieb!
«Guildo hat Euch lieb!» (Traducción español: "¡Guildo os quiere!") fue la canción alemana en el Festival de la Canción de Eurovisión 1998, interpretada en alemán por Guildo Horn & Die Orthopädischen Strümpfe. La canción fue interpretada en novena posición en la noche (después de Dana International de Israel con "Diva" y antes de Chiara de Malta con "The One That I Love"). Al cierre de la votación, había recibido 86 puntos, ubicándose en 7.º de 25.

## Descripción

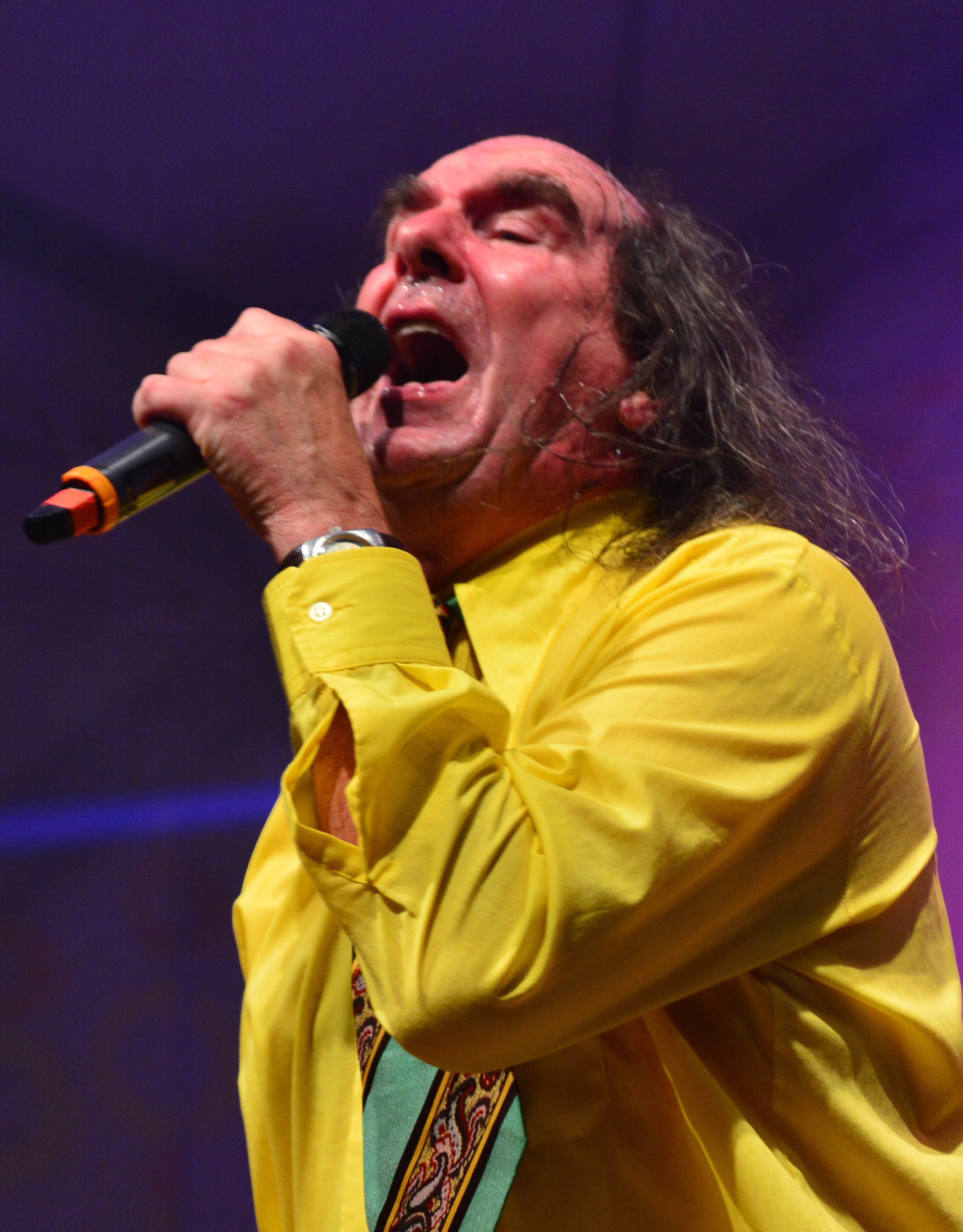
Guildo Horn en el festival Schlagermove en 2015.

Escrita por el conductor de televisión Stefan Raab bajo el seudónimo "Alf Igel" (una referencia al prolífico compositor Ralph Siegel) la canción es una parodia del estilo schlager por el que Alemania se ha dado a conocer en otros festivales. Horn (cuya banda se traduce como "las Calcetas Ortopédicas") canta sobre su deseo de regresar a "un tiempo de ternura/Cuando el cuidado y los cariños y el amor/Se escribieran siempre con mayúsculas" y "Cuando escribiría diariamente en un libro de poesía:/Yoo hoo hoo - Los amo".
Promete al objeto de su afecto - cantando en tercera persona - que si ella está triste, él vendrá a su casa y cantará canciones. Más tarde aún expresa su deseo de volar a las estrellas, antes de explicar que "Si las estrellas no fueran tan lejos/Y desde ahí enviaría una prueba de mi amor:/Galletas de nuez y helado de frambuesa". La interpretación fue igualmente famosa, con Horn trepándose en la red de iluminación del escenario mientras estaba vestido con una camisa de terciopelo verde, tocando una serie de cencerros durante la canción. También saltó a la audiencia, y desarregló el cabello de Katie Boyle, antigua conductora e invitada de honor. Tal vez y sin sorpresa, la grabación de su interpretación apareció en el montaje de las "interpretaciones inolvidables" en el especial "Congratulations" en el 2005. El sencillo lanzado también tuvo un vídeo con un acercamiento irreverente a las cosas.
Aunque la canción no ganó, se le acredita con haber revivido el interés alemán en el festival, así como de preparar el camino para la propia canción de Raab dos años después con "Wadde hadde dudde da?". Junto con "Boom Boom Boomerang" de Austria y "Euro-Vision" de Bélgica, es considerada como la tercera parodia en aparecer en el concurso.
Fue seguida como representante alemán en el festival del 99 por Sürpriz con "Reise nach Jerusalem – Kudüs'e seyahat".